# Austria Interiore

Carta dell'Austria Interiore di Joseph Carl Kindermann (epoca 1789-1797)

Austria Interiore (in tedesco Innerösterreich) è un termine usato dalla fine del XIV secolo all'inizio del XVII secolo, per indicare Stiria, Carinzia, Carniola, Gorizia e Gradisca, Trieste e diversi possedimenti minori degli Asburgo che confinavano con tale area.
Con il Trattato di Neuberg del 1379, gli Asburgo si divisero nella "linea Albertina" (si veda Alberto III) che governava l'Austria vera e propria (allora talvolta chiamata anche Austria Inferiore, ma che comprendeva le moderne Bassa Austria e Alta Austria) e la "linea Leopoldina" (si veda Leopoldo III) che governava sull'Austria Interna e su Tirolo e Austria Anteriore (che in quel contesto erano talvolta indicate collettivamente come Austria Superiore, ma non vanno confuse con lo stato federale moderno dallo stesso nome).
Nel 1402, la linea Leopoldina venne ulteriormente divisa in una linea Austriaca Interiore (si veda Ernesto d'Austria) e una Tirolese/Austriaca Anteriore (si veda Federico IV). Dopo una riunificazione attorno al 1500 quando tutte le linee eccetto quella dell'Austria Interiore si estinsero, le linee asburgiche vennero divise nuovamente nel 1564 tra i figli dell'imperatore Ferdinando I. La linea Austriaca Interiore fondata dall'Arciduca Carlo II prevalse di nuovo, quando nel 1620 il figlio e successore a reggente dell'Austria Interiore divenne imperatore del Sacro Romano Impero come Ferdinando II, Re di Boemia e Ungheria. La linea tirolese del fratello di Ferdinando, l'Arciduca Leopoldo V, sopravvisse fino al 1665, quando i suoi territori ritornarono infine sotto controllo comune con gli altri territori austriaci degli Asburgo.